# عبد الحافظ معجب
عبد الحافظ معجب مقدم برامج وإعلامي وصحفي وناشط حقوقي يمني سفير الاتحاد العالمي لحماية الطفولة في اليمن
مدير الاخبار والمدير التنفيذي في قناة الساحات اليمنية.

## عن حياته
في سن مبكرة من عمره بداء حياته العملية كمراسل للعديد من الصحف اليمنية من أبرزها صحيفة الايام اليمنية وارتبط اسم عبد الحافظ معجب في اليمن بالكثير من الانشطة المتعلقة بالدفاع عن الحقوق والحريات الرافضة لانتهاكات حقوق الإنسان في اليمن من قبل السلطات
وتعرض على أثرها للعديد من الاعتقالات والانتهاكات والاعتدات الجسدية

 وفي أكتوبر 2010 م اختاره الاتحاد العالمي لحماية الطفولة سفيراً للأتحاد في اليمن على خلفية مساهمته في تأسيس المراحل الأولية للاتحاد ووضع الخُطط والبرامج لهُ.
تم انتخابه في يناير 2019 م عضواً للهيئة الإدارية في لجنة دعم الصحفيين التي تتخذ من سويسرا مقراً لها.
شارك معجب في ثورة الشباب اليمنية التي اندلاعت في اليمن في الحادي عشر من فبراير 2011 م وكان من أبرز القيادات الثورية الشابة الفاعلة في ساحة الثورة في محافظة الحديدة وكان هو المنسق العام للملتقى العام للتنظيمات الثورية بالحديدة

## البرامج
- برنامج المنبر[11]
- برنامج مع الخبر[12]